# Tordenc de carpó blanc
El tordenc de carpó blanc (Turdoides leucopygia) és un ocell de la família dels leiotríquids (Leiothrichidae).

## Hàbitat i distribució
Habita camp obert, matolls, sabana i estepes amb matolls espinosos de l'est de Sudan del Sud, Etiòpia, Eritrea i oest de Somàlia.